# URAKARA
『URAKARA』（ウラカラ）は、2011年1月14日 - 4月8日の毎週金曜日24:12 - 24:53にテレビ東京系列のドラマ24で放送されていたコメディードラマ。ドラマ24枠での国際交流ドラマ（海外ドラマとは異なる）は初となる。

## 概要
日本で2010年にデビューした韓国アイドルKARAを主演に制作されるドラマで、韓国でも1月末からCJメディアのケーブルチャンネルtvNで『KARAの二重生活』というタイトルで放送された。

## あらすじ
- KARAは本人役で出演。等身大のトップアイドルを演じる一方、裏では大物政治家などを口説き落とすミッションを持つ「惚れさせ屋」に変身する。しかし実際は恋に不慣れな普通の女の子であるためミッション中にさまざまなトラブルを起こしてしまう。

## オープニングナレーション
【テロップ】
세계로 날개짓하는 K-POP 프린세스들의 숨겨진 모습 그것은 ‘미인 스파이’!

이 이야기는 카라의 멤버들이 일본의 모든 남자들의 마음을 빼앗을 때까지를 그린 비밀의 러브 스토리이다!
【ナレーション】
世界へ羽ばたくK-POPのプリンセスたちの裏の顔それは‘惚れさせ屋’!

これはKARAの5人が日本の全ての男を虜にするまでを描いた秘密の恋の物語である!

## キャスト
- パク・ギュリ

- ハン・スンヨン

- チョン・ニコル

- ク・ハラ

- カン・ジヨン

- パク社長2号：マイク・ハン

アンドロイド。KARAの所属事務所の新社長。
- 関西のぞみ：濱田マリ

KARAのマネージャー
- 山本編成局長：きたろう
- 叶 雅道：温水洋一
- オープニングナレーション：山寺宏一

## 放送日程
| 各回 （公式サイトのSTORY） | 各回 （公式サイトのDVD） | 放送日  | サブタイトル                               | ゲスト出演                                                                                |
| -------------------------- | ------------------------ | ------- | ------------------------------------------ | ----------------------------------------------------------------------------------------- |
| 제1화（第1話）             | 제1화（第1話）           | 1月14日 | 규리의 비밀 （ギュリの秘密）               | 田宮順一郎（中村俊介）                                                                    |
| 제2화（第2話）             | 제2화（第2話）           | 1月21日 | 하라의 약점 （ハラの弱点）                 | 坂東大吾（黄川田将也）                                                                    |
| 제3화（第3話）             | 제3화（第3話）           | 1月28日 | 승연의 결단 （スンヨンの決断）             | 田之倉仁（井坂俊哉）                                                                      |
| 제4화（第4話）             | ダイジェスト             | 2月04日 | （第1話 - 第3話） 【ソウル・ミッション篇】 | -                                                                                         |
| 제5화（第5話）             | 제4화（第4話）           | 2月11日 | 지영의 첫사랑 （ジヨンの初恋）             | 師岡豊（タモト清嵐） 神崎真咲（加藤慶祐）                                                 |
| 제6화（第6話）             | 特別編                   | 2月18日 | KARAの合宿所 潜入SP 【URAKARA特別編】      | -                                                                                         |
| 제7화（第7話）             | 제5화（第5話）           | 2月25日 | 니콜의 모험 （ニコルの冒険）               | 武田一馬（石田卓也）                                                                      |
| 제8화（第8話）             | 제6화（第6話）           | 3月04日 | 승연과 유령 （スンヨンと幽霊）             | 長井与太郎/ヤスヒロ（遠藤雄弥） 時津千代/サキ（高山侑子）                                 |
| 제9화（第9話）             | 제7화（第7話）           | 3月18日 | 규리의 내리사랑 （ギュリの親心）           | 網浜伊知朗（大口兼悟） 網浜吾朗（平泉成）                                                 |
| 제10화（第10話）           | 제8화（第8話）           | 3月25日 | 하라의 깜짝 대작전 （ハラのドッキリ作戦）  | 武松健司（竹財輝之助） 武松孝明（鮎川太陽） 上杉努（前田健）                              |
| 제11화（第11話）           | 제9화（第9話）           | 4月01日 | 니콜의 텔레파시 （ニコルのテレパシー）     | 五代玲央（石黒英雄） ジェロ（ジェロ） 叶忠道（マイク・ハン）                              |
| 제12화（第12話）           | 제10화（第10話）         | 4月08日 | 지영과 별의 왕자님 （ジヨンと星の王子様）  | 五代玲央（石黒英雄） 五代守（今井悠貴 / テレパシーの声：井上和彦） 叶忠道（マイク・ハン） |

- 2011年2月4日放送分（第4話）、第1話 - 第3話のダイジェストに変更された[1]。
- 2011年3月11日は東日本大震災関連の報道特別番組放送のため放送休止。第7話は3月18日に放送。

## スタッフ
- 脚本：村上大樹（拙者ムニエル）、金沢知樹（劇団K助）
- 音楽：P．P．M（白石めぐみ）
- 主題歌：「SOS」、「今、贈りたい『ありがとう』」歌 - KARA（ユニバーサルミュージック）
- 音楽協力：テレビ東京ミュージック
- 撮影：今泉尚亮
- 映像：堀口昌幸
- 録音：井家眞紀夫
- 証明：白石成一
- LIVEライティングディレクター：柏木祥宏
- 編集：小野寺拓也
- EED：宮下蔵
- ミキサー：関谷行雄
- 選曲：大森力也
- 音響効果：川﨑恵
- 美術：松塚隆史
- 装飾：中島明日香
- 特殊造形：百武朋
- 番組宣伝：荒井正和
- 番組デスク：矢部歩、岡田香子
- スチール：神谷智次郎、黒部健一朗、和田大樹
- ライブシーン演出：伊藤正鋭
- メイキング：大沼奈保子
- ロボット指導：結田康太
- 助監督：片山慎三、桑原周平
- 制作担当：原田耕治
- 制作主任：土田守洋
- アシスタントプロデューサー：中井和秀（テレビ東京）、福元 彩、宋 珍姫（エスピーオー）
- プロデューサー：杉田浩光（テレビマンユニオン）、千葉昭人（テレビマンユニオン）、櫻井由紀（エスピーオー）
- チーフプロデューサー：岡部紳二（テレビ東京）、橋本かおり（テレビ東京）
- 演出：仁木啓介（テレビマンユニオン）、石井永二（テレビマンユニオン）
- 製作：テレビ東京、テレビマンユニオン、「URAKARA」製作委員会

## ネット局
| 放送対象地域   | 放送局               | 系列                                                            | 放送期間                      | 放送日時                 |
| -------------- | -------------------- | --------------------------------------------------------------- | ----------------------------- | ------------------------ |
| 関東広域圏     | テレビ東京【制作局】 | テレビ東京系列                                                  | 2011年1月14日 - 4月8日        | 金曜 24時12分 - 24時53分 |
| 北海道         | テレビ北海道         | テレビ東京系列                                                  | 2011年1月14日 - 4月8日        | 金曜 24時12分 - 24時53分 |
| 愛知県         | テレビ愛知           | テレビ東京系列                                                  | 2011年1月14日 - 4月8日        | 金曜 24時12分 - 24時53分 |
| 岡山県・香川県 | テレビせとうち       | テレビ東京系列                                                  | 2011年1月14日 - 4月8日        | 金曜 24時12分 - 24時53分 |
| 福岡県         | TVQ九州放送          | テレビ東京系列                                                  | 2011年1月14日 - 4月8日        | 金曜 24時12分 - 24時53分 |
| 大阪府         | テレビ大阪           | テレビ東京系列                                                  | 2011年1月17日 - 4月11日       | 月曜 24時12分 - 24時53分 |
| 奈良県         | 奈良テレビ           | JAITS                                                           | 2011年1月21日 - 4月15日       | 金曜 25時30分 - 26時05分 |
| 宮崎県         | テレビ宮崎           | フジテレビ系列 日本テレビ系列 テレビ朝日系列 （クロスネット局） | 2011年2月5日 - 4月30日        | 土曜 25時35分 - 26時15分 |
| 新潟県         | テレビ新潟           | 日本テレビ系列                                                  | 2011年2月24日 - 5月12日       | 木曜 24時43分 - 25時23分 |
| 宮城県         | 東日本放送           | テレビ朝日系列                                                  | 2011年4月2日 - 6月11日        | 土曜 24時30分 - 25時10分 |
| 山口県         | 山口朝日放送         | テレビ朝日系列                                                  | 2011年4月4日 - 6月13日        | 月曜 24時15分 - 24時55分 |
| 全国           | BSジャパン           | BSデジタル放送 テレビ東京系列                                   | 2011年4月12日 - 6月21日       | 火曜 23時00分 - 23時35分 |
| 富山県         | チューリップテレビ   | TBS系列                                                         | 2011年4月13日 - 6月22日       | 水曜 24時00分 - 24時42分 |
| 福島県         | 福島中央テレビ       | 日本テレビ系列                                                  | 2011年4月28日 - 7月14日       | 木曜 25時13分 - 25時53分 |
| 山形県         | テレビユー山形       | TBS系列                                                         | 2011年4月29日 - 7月15日       | 金曜 24時15分 - 24時55分 |
| 熊本県         | くまもと県民テレビ   | 日本テレビ系列                                                  | 2011年5月14日 - 7月30日       | 土曜 25時00分 - 25時40分 |
| 岩手県         | IBC岩手放送          | TBS系列                                                         | 2011年5月20日 - 8月5日        | 金曜 25時00分 - 25時40分 |
| 広島県         | 広島テレビ           | 日本テレビ系列                                                  | 2011年5月20日 - 8月5日        | 金曜 25時03分 - 25時43分 |
| 和歌山県       | テレビ和歌山         | JAITS                                                           | 2011年6月26日 - 9月11日       | 日曜 24時25分 - 25時05分 |
| 滋賀県         | びわ湖放送           | JAITS                                                           | 2011年11月23日 - 2012年2月8日 | 水曜 26時20分 - 27時00分 |